# Myosotis laxa subsp. caespitosa
Myosotis laxa subsp. caespitosa é uma subespécie de planta com flor pertencente à família Boraginaceae. 
A autoridade científica da subespécie é (C.F.Schultz) Nordh., tendo sido publicada em Norsk Fl. 529 (1940).
Os seus nomes comuns são miosótis-aberto, não-me-esqueças ou orelhas-de-rato.

## Portugal
Trata-se de uma subespécie presente no território português, nomeadamente em Portugal Continental.
Em termos de naturalidade é nativa da região atrás indicada.

## Protecção
Encontra-se protegida por legislação portuguesa ou da Comunidade Europeia, nomeadamente pelo Anexo II e IV da Directiva Habitats.